# Wielbłądka żółtonoga

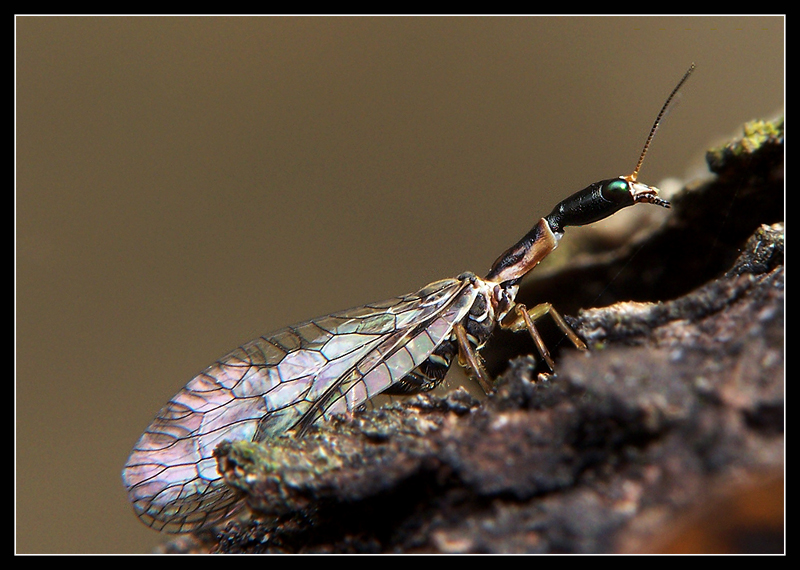

Wielbłądka żółtonoga (Dichrostigma flavipes) – gatunek owada z rzędu wielbłądek (Raphidioptera).
WystępowanieGłównie na półkuli północnej na obszarach o klimacie umiarkowanym. W Polsce występuje lokalnie i licznie, głównie w południowo-zachodniej części kraju. Jest bardzo trudna do rozróżnienia od pozostałych gatunków wielbłądek występujących w Polsce. Spotkać ją można od kwietnia do sierpnia na krzewach i drzewach w parkach, zaroślach, ogrodach oraz na obrzeżach lasów.
CechyRozpiętość skrzydeł 10–40 mm. Jak wszystkie wielbłądki, ma silnie wydłużony i podniesiony do góry przedtułów, swoim kształtem przypominający nieco szyję wielbłąda. Przednie nogi wyrastają na końcu tułowia. Głowa duża, w kształcie gruszki, wyraźnie zwężająca się za oczami. Na głowie długie czułki, duże oczy złożone, 3 przyoczka i aparat gębowy typu gryzącego. Skrzydła silnie żyłkowane, w czasie spoczynku składa je dachówkowato.
Tryb życiaProwadzi dzienny tryb życia. Lata dość słabo, ale dobrze biega. Jest bardzo żarłocznym drapieżnikiem, poluje na drzewach i krzewach. W polowaniu pomaga jej bardzo ruchoma głowa.
RozmnażanieOkres godowy rozpoczyna się pod koniec maja. W czasie trwających kilka godzin zalotów, para goni się po gałęziach pomiędzy liśćmi dotykając się nawzajem czułkami. Zaraz po kopulacji samica za pomocą długiego pokładełka składa jaja do szczelin w korze drzew. Rozwój larw trwa 2–3 lata, przebywają one w tym czasie pod korą lub przy korzeniach drzew i krzewów. Są, podobnie jak owad dorosły, drapieżnikami. Odżywiają się owadami, m.in. kornikami i ich larwami. Zimują pod korą drzew. Tutaj też, po ostatnim zimowaniu przeobrażają się w poczwarkę typu wolnego. Bezpośrednio przed przeobrażeniem w postać dorosłą staje się ona bardzo ruchliwa, rozprostowuje nogi  i opuszcza kryjówkę pod korą. Na zewnątrz kory mocno przyczepia się do niej i tutaj następuje jej przeobrażenie w owada dorosłego.
Znaczenie dla człowiekaZ punktu widzenia gospodarki człowieka jest pożyteczna w sadach i ogrodach, a także w lasach, gdyż żywi się owadami – szkodnikami, głównie mszycami i czerwcami. Zjada także gąsienice, korniki i ich larwy. Wykorzystywana jest w biologicznym zwalczaniu szkodników.